# زقين عطري
زقين عطري (الاسم العلمي:Diascia fragrans) هو نوع من النباتات يتبع جنس الزقين من الفصيلة الغدبية.